# دهه ۱۶۶۰ (پیش از میلاد)
دهه ۱۶۶۰ (پیش از میلاد) صد و شصت و ششمین دهه قبل از مبدا شروع تقویم میلادی است.